# Апанго
Апанго (на испански: Apango) е град в Мексико, щат Гереро. Разположен е в централната част на страната на около 35 km от столицата на щата Чилпансинго. Населението му е 4345 души (по данни от 2010 г.).